# Coupe d'Asie de cricket
L'Asia Cup est une compétition internationale de cricket organisée par l'Asian Cricket Council (ACC) et opposant des équipes asiatiques dans des matchs joués au format One-day International. Créé en 1983 et prévu à l'origine pour se dérouler tous les deux ans, ce tournoi a lieu pour la première fois en 1984 aux Émirats arabes unis. L'Inde est la nation la plus titrée de la compétition, avec sept trophées.

## Palmarès
| Édition | Pays hôte           | Format              | Nombre d'équipes    | Vainqueur           | Finaliste           |
| ------- | ------------------- | ------------------- | ------------------- | ------------------- | ------------------- |
| 1984    | Émirats arabes unis | ODI                 | 3                   | Inde (1)            | Sri Lanka           |
| 1986    | Sri Lanka           | ODI                 | 3                   | Sri Lanka (1)       | Pakistan            |
| 1988    | Bangladesh          | ODI                 | 4                   | Inde (2)            | Sri Lanka           |
| 1990-91 | Inde                | ODI                 | 3                   | Inde (3)            | Sri Lanka           |
| 1993    | Pakistan            | Compétition annulée | Compétition annulée | Compétition annulée | Compétition annulée |
| 1995    | Émirats arabes unis | ODI                 | 4                   | Inde (4)            | Sri Lanka           |
| 1997    | Sri Lanka           | ODI                 | 4                   | Sri Lanka (2)       | Inde                |
| 2000    | Bangladesh          | ODI                 | 4                   | Pakistan (1)        | Sri Lanka           |
| 2004    | Sri Lanka           | ODI                 | 6                   | Sri Lanka (3)       | Inde                |
| 2008    | Pakistan            | ODI                 | 6                   | Sri Lanka (4)       | Inde                |
| 2010    | Sri Lanka           | ODI                 | 4                   | Inde (5)            | Sri Lanka           |
| 2012    | Bangladesh          | ODI                 | 4                   | Pakistan (2)        | Bangladesh          |
| 2014    | Bangladesh          | ODI                 | 5                   | Sri Lanka (5)       | Pakistan            |
| 2016    | Bangladesh          | T20I                | 5                   | Inde (6)            | Bangladesh          |
| 2018    | Émirats arabes unis | ODI                 | 6                   | Inde (7)            | Bangladesh          |